# Slavetić
Slavetić is een plaats in de gemeente Jastrebarsko in de Kroatische provincie Zagreb. De plaats telt 116 inwoners (2001).